# Dibrivka, Iemilciîne
Dibrivka (în ucraineană Дібрівка) este un sat în comuna Kociîciîne din raionul Iemilciîne, regiunea Jîtomîr, Ucraina.

## Demografie
Componența lingvistică a localității Dibrivka
     Ucraineană (100%)
Conform recensământului din 2001, toată populația localității Dibrivka era vorbitoare de ucraineană (100%).